# Розетта (газове родовище)
Розетта — газове родовище у єгипетському секторі Середземного моря, за 48 км на північний схід від Александрії.

## Характеристика
Розетту відкрили у 1997 році при бурінні в районі з глибиною моря біля 60 метрів. Поклади вуглеводнів виявили на рівні 1800 метрів нижче морського дна у пісковиках турбідітового походження, що відносились до пліоцену. При цьому тестування свердловини Rosetta-5 показало приплив газу в об'ємі 2,5 млн м3 на добу, що на той момент було найвищим показником в історії єгипетської нафтогазової галузі. Всього ж запаси родовища Розетта оцінювались у 56 млрд м3 газу.
Розробка Розетти почалась у 2001-му, а за три роки воно вийшло на продуктивність 7,8 млн м3 на добу. Цього досягли в межах першої фази розробки, яка включала офшорну виробничу платформу, встановлену в районі з глибиною моря 49 метрів та газопровід до берегового газопереробного заводу Розетта.
У 2005 році зі встановленням в межах другої фази розробки дистанційно керованої платформи, під'єднаної до першого об'єкту, максимальна потужність системи сягнула 9,7 млн м3 газу на добу. У 2008-му розпочали третю фазу, що включала додаткові п'ять свердловин. Крім того, за рік потужності Розетти задіяли для розробки родовища South Sequoia.
Проект реалізовував консорціум у складі Shell та BG (по 40 %, при цьому в 2004-му BG придбала частку Shell, але через певний час була сама викуплена нею), а також італійської компанії Edison (20 %).
Станом на 2016 рік виробництво на Розетті впало до 1,1 млн м3 газу на добу. При цьому велика заборгованість єгипетської сторони за отриманий газ стримувала компанію Shell від необхідних для підтримки видобутку інвестицій. В цих умовах вона оголосила про припинення видобутку з літа 2017-го та намір продати цей актив. Продукцію перенаправили на газопереробний завод Буруллус (споруджений BG для проекту West Delta Deep Marine — родовища Скараб, Сіміан, Сапфір), тоді як ГПЗ Розетта продали компанії BP, що використала його для розробки нових родовищ Равен, Фаюм та Гіза.